# Украина 24
Украина 24 (укр. Україна 24) — бывший украинский информационный телеканал, принадлежащий холдингу «Медиа Группа Украина» Рината Ахметова.

## История
7 ноября 2019 года Национальный совет по вопросам телевидения и радиовещания согласовал переименования телеканала «Эскулап TV», входящего в «Медиа Группу Украина» Рината Ахметова, в «Украину 24». 2 декабря 2019 года телеканал «Украина 24», созданный путём ребрендинга «Эскулап TV», начал тестовое вещание. 16 декабря 2019 года телеканал начал круглосуточное эфирное вещание на всей территории Украины, в кабельных сетях операторов, на спутниковой платформе Xtra TV и ОТТ-платформе Oll.tv. Состоялся запуск прямых эфиров и ежечасных выпусков новостей. В январе 2020 году канал получил спутниковую лицензию на вещание в открытом, незакодированном виде.
В январе 2020 года на телеканал «Украина 24» перешёл ведущий телеканала «НАШ» Тигран Мартиросян, а в следующем месяце ответственным за создание линейки политического прайма на телеканале стал Василий Голованов, ранее работавший на NewsOne. В августе 2020 года стало известно, что телеведущая Наталья Влащенко с телеканала «ZIK» будет вести свои программы «Народ против» и «Hard с Влащенко» на «Украине 24».
18 июня 2020 года Национальный совет по вопросам телевидения и радиовещания переоформил лицензию канала «Украина 24» в связи с изменением названия юридического лица.
В конце ноября 2020 года на телеканале была запущена новая студия с технологией 360 градусов. 
С 1 октября 2021 года запущена новая телестудия с обновлённой технологией дополнительной реальностью и камерой MAT-TOWERCAM. 
В связи с вторжением России в Украину с 24 февраля по 22 июля 2022 году телеканал круглосуточно транслировал марафон «Единые новости». В эфире отсутствовала реклама.

### Закрытие
11 июля 2022 года материнская компания «СКМ» приняла решение о выходе из медиабизнеса и передаче лицензий телеканалов «Медиа Группы Украина» на вещание в пользу государства,  а на сайтах каналов опубликовано заявление Рината Ахметова об активах медиагруппы.
22 июля 2022 года в 10:00 телеканал прекратил вещание.

## Критика
Журналист издания «Детектор медиа» Ярослав Зубченко отмечал, что на телеканале присутствуют представители почти всех украинских политических сил за исключением «Оппозиционной платформы — За жизнь». При этом значительная часть эфирного времени отводится политикам Олегу Ляшко, Арсению Яценюку и представителям партии «Оппозиционный блок», а также освещению деятельности Гуманитарного штаба Рината Ахметова. «Украина 24» была лояльна к президенту Украины Владимиру Зеленскому, в частности избегая освещения темы опубликованного «Архива Пандоры» о наличии офшорных счетов Зеленского.
В сентябре 2021 года, после принятия парламентом законопроекта, направленного на уменьшения влияния олигархов, на телеканале начали выходить критические материалы в адрес Зеленского, а в эфире начали появляться оппоненты президента — политики Гео Лерос, Дмитрий Разумков и Арсен Аваков. Кроме того, была закрыта программа бывшего пресс-секретаря президента Зеленского Юлии Мендель «Большая деолигархизация». В результате смены вектора телеканалов из орбиты Ахметова депутаты от пропрезиденской партии «Слуга народа» приняли решение бойкотировать эфиры телеканалов «Украина» и «Украина 24».
3 февраля 2021 года Комиссия по журналистской этике нашла нарушение в передаче «Украина завтра», которая транслировалась каналом 6 ноября 2020 года. По мнению комиссии, советник главы МВД Украины Владимир Мартыненко, комментируя статистику преступности, сделал акцент на этнической принадлежности цыган у подозреваемых в кражах. Данное высказывание в эфире было расценено как нарушение пункта 15 Кодекса этики украинского журналиста.

## Программы
- «Ток-шоу № 1» (Василий Голованов)[19]
- «Время Голованова» (Василий Голованов)[20]
- «Реальная политика с Евгением Киселёвым» (Евгений Киселёв)[21]
- «Экономика» (Татьяна Шевченко и Олесь Гарджук)[22]
- «Украина с Тиграном Мартиросяном» (Тигран Мартиросян)[23]
- «Украина завтра» (Елена Цинтила Алексей Бурлаков, Мария Скиба и Андрей Булгаров, Олег Белецкий и Виолетта Логунова)[24]
- «Деньги на жизнь» (Алексей Суханов)[25]
- «Мифоломы» (Станислав Юрасов)[26]
- «Мировоззрение сегодня» (Иван Яковина)[27]
- «Сегодня. Утро. Выходной» (Юлия Галушка)[28]
- «Обратная связь» (Дмитрий Белянский)[29]
- «Потребитель имеет право» (Максим Несмеянов)[30]
- «Как звучит Украина» (Елизавета Ясько и Алексей Бурлаков)[31]
- «Новости спорта» (Евгений Зинченко)[32]
- «Утро чемпионов» (Тала Калатай и Сергей Никифоров)[33]
- «Звёздомания» (Дмитрий Коляденко)[34]
- «Украина сегодня» (Виолетта Логунова)[35]
- «Вечер с Яниной Соколовой» (с января по апрель 2020 года; Янина Соколова)[36][37]
- «Как вам не стыдно» (с марта по апрель 2020 года; Янина Соколова)[38][39]
- «Без галстука» (Иванна Онуфрийчук)[40]

## Ведущие
- Василий Голованов
- Евгений Киселёв
- Тигран Мартиросян
- Наташа Влащенко
- Савик Шустер
- Ольга Грицык
- Мария Скиба
- Вера Свердлык
- Екатерина Федотенко
- Олег Билецкий
- Сергей Чернышёв
- Андрей Булгаров
- Юрий Бибик
- Елена Чабак
- Константин Линчевский
- Борис Иванов
- Юлия Галушка
- Никита Михалёв
- Елена Цинтила
- Виталий Прудиус
- Богдан Машай
- Виктория Малосветная
- Алла Щоличева
- Тала Калатай
- Владимир Полуев
- Анна Степанец
- Виолетта Логунова
- Дмитрий Спивак
- Евгений Комаровский
- Максим Бужанский

### Бывшие ведущие
- Дмитрий Белянский
- Полина Стадник
- Сергей Никифоров
- Янина Соколова
- Татьяна Шевченко